# Ciclo de Otto

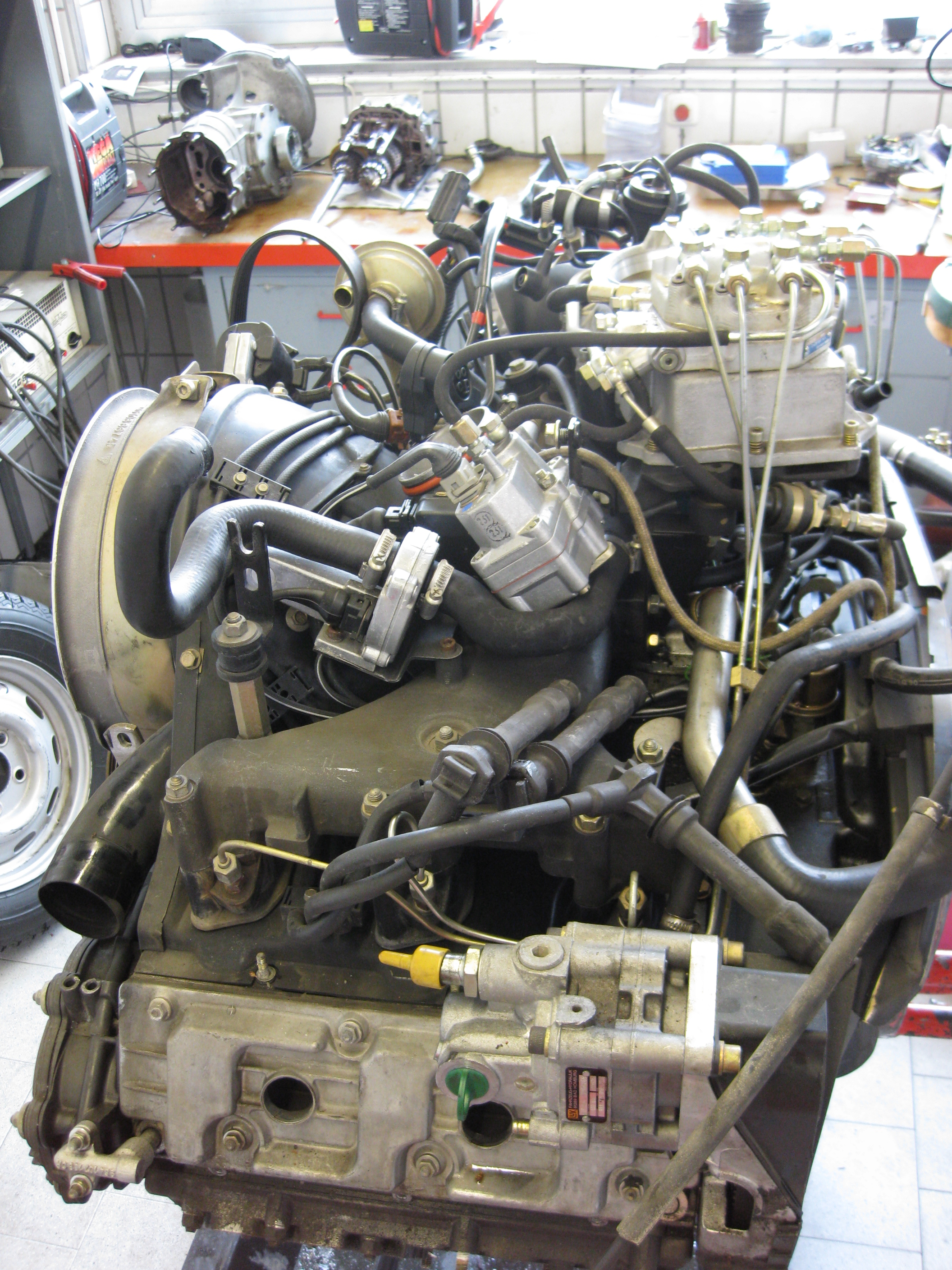
Motor de um Porsche. Esse motor funciona com base no ciclo de Otto.

O ciclo de Otto é um ciclo termodinâmico idealizado que descreve o funcionamento de um típico motor de pistão de ignição com faísca, um ciclo mais comum em motores de automóveis de quatro tempos: admissão, compressão, combustão e exaustão (escape).
Este ciclo descreve o que acontece com uma massa de gás submetida a trocas de calor e variações de pressão, temperatura e volume. A massa de gás sujeita a essas mudanças é chamada de sistema, logo o sistema, neste caso, é definido como o fluido (gás) dentro do cilindro. Ao descrever as mudanças que ocorrem dentro do sistema, também descreverá em inverso, o efeito do sistema sobre o meio ambiente. No caso do ciclo Otto, o efeito será produzir o trabalho líquido suficiente para impulsionar um automóvel e seus ocupantes.

## História
O motor de quatro tempos foi primeiramente patenteado por Alphonse Beau de Rochas em 1861, que usava transformações adiabáticas e isocóricas. Mas antes disso, aproximadamente entre 1854 e 1857, havia boatos de que dois italianos (Eugenio Barsanti e Felice Matteucci) teriam inventado um motor muito semelhante, mas a patente teria sido perdida.
A primeira pessoa a construir um motor de quatro tempos foi o engenheiro alemão Nikolaus Otto, em 1876, junto com Gottlieb Daimler e Wilhelm Maybach, a partir da ideia de se utilizar benzeno como combustível. Alguns anos depois, viria a ser desenvolvido um motor estacionário que utilizava uma mistura de gás de carvão como combustível. Este princípio de quatro tempos hoje é comumente conhecido como o ciclo de Otto e motores de quatro tempos usando velas de ignição muitas vezes são chamadas motores Otto. Com seu invento, Otto ganhou a medalha de ouro da Feira de Hannover de 1867, vindo a patentear seu invento que, 19 anos depois teve a patente anulada devido ao "descobrimento" dos estudos de Alphonse Beau de Rochas na área dos motores de quatro tempos. No entanto, mesmo com o anulamento da patente, há evidências de que Otto nunca tenha feito contato com Alphonse.
Mesmo após o anulamento da patente, Otto começou a fabricar seus motores em  Köln, na Alemanha, vindo a se estabelecer na Filadélfia anos depois, produzindo os motores que ficaram conhecidos como "Ottos Columbianos".
A empresa então fundada por Otto, a N.A. Otto & Cie., existe até hoje, porém atualmente com o nome de Deutz A.G., fabricando motores de diversos tamanhos, desde os estacionários, marítimos e automotivos.
O motor Otto se consagrou como a grande força motriz devido às suas vantagens em relação aos outros motores, especialmente o motor o vapor, que necessitava de grandes reservatórios de água e tinha baixo rendimento.
Outro motor muito importante que bate de frente com o motor de Otto é o motor rotativo Wankel.

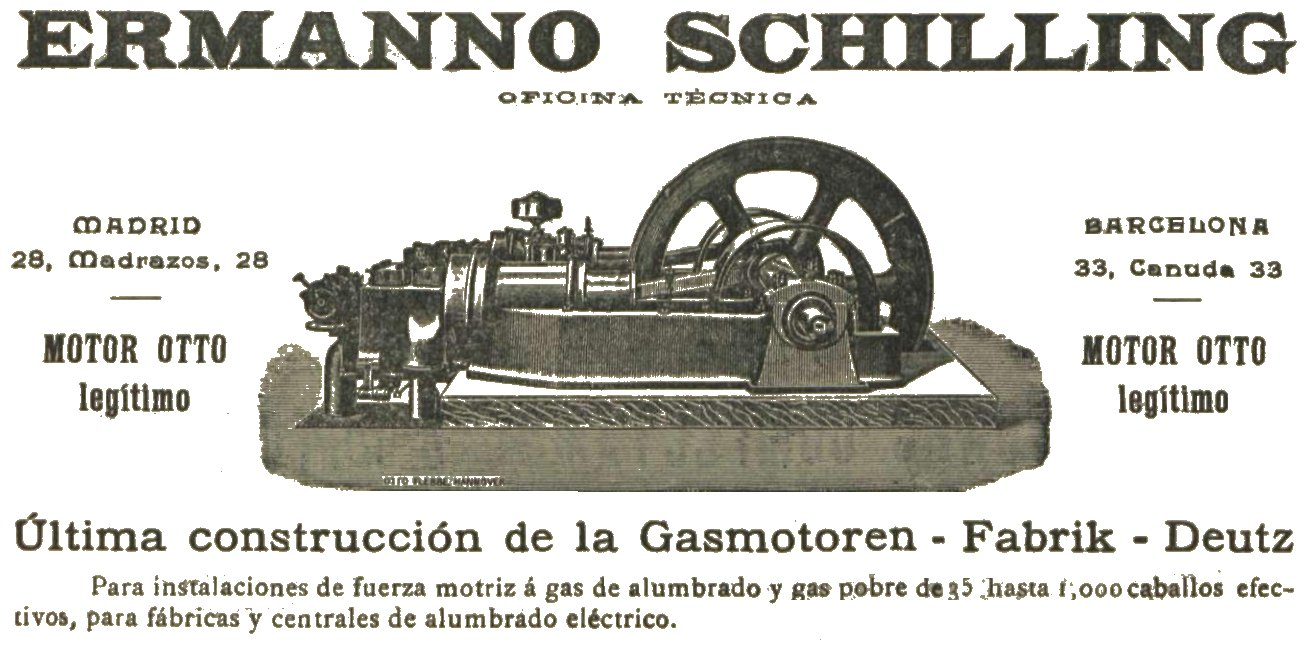
Propaganda do primeiro Motor Otto

## O processo

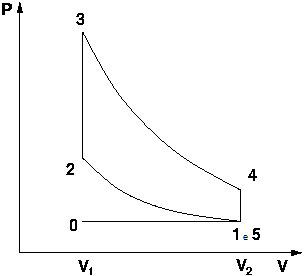
Diagrama pressão X volume

O sistema é definido como a massa de ar que é extraída da atmosfera para dentro do cilindro, comprimida pelo pistão e aquecida pela faísca de ignição injetada pelo combustível, permitindo expandir à medida que comprime o pistão, e finalmente exaurir o ar de volta para a atmosfera. A massa de ar segue com seu volume, pressão e variação de temperatura durante as várias etapas termodinâmicas.
O pistão é capaz de se mover ao longo do cilindro, o volume de ar muda de acordo com a posição do pistão no cilindro. Os processos de compressão e expansão do gás, induzido pelo pistão é ideal e reversível, isto é, nenhum trabalho útil é perdido pela turbulência ou pelo atrito, e nenhum calor é transferido de ou para o gás durante esses dois processos. A energia é adicionada ao ar, pela combustão do combustível. O trabalho útil é extraído pela expansão do gás no cilindro. Depois de completa a expansão no cilindro, o calor remanescente é extraído, e finalmente o gás é liberado para o meio ambiente. 
O trabalho mecânico útil é produzido durante a expansão do processo, e parte dele é usado para comprimir a massa de ar do ciclo seguinte. O trabalho útil mecânico produzido, menos o usado para o processo de compressão é o trabalho liquido obtido, que pode ser usado para propulsão ou para dirigir outras máquinas. Alternativamente o trabalho útil obtido é a diferença entre o calor adicionado e o calor removido.

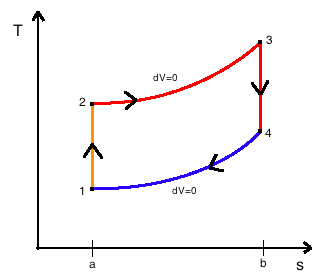
Diagrama Temperatura-Entropia
O diagrama idealizado de quatro estágios do ciclo de Otto:
o estágio de admissão (0-1) é realizado por um processo isobárico de expansão, seguido por processo adiabático de
compressão. Através da combustão do combustível, calor é adicionado em um processo isocórico, seguido por um processo adiabático de expansão, caracterizando o ciclo de força. O ciclo é fechado pela exaustão, caracterizada por processo de refrigeração isocórica e compressão isobárica.

O ciclo ideal de Otto pode ser representado pelas seguintes etapas:
1. Admissão isobárica 0-1.
2. Compressão adiabática 1-2.
3. Combustão isocórica 2-3, expansão adiabática 3-4.
4. Abertura de válvula 4-5, exaustão isobárica 5-0.

A taxa de compressão volumétrica é definida por: {\displaystyle \alpha ={\frac {V_{2}}{V_{1}}}}. 
Onde:
{\displaystyle \alpha >1}  pois {\displaystyle {V_{2}}} é sempre maior que {\displaystyle {V_{1}}}
{\displaystyle {V_{2}}} é o volume final após a compressão na etapa 1-2
{\displaystyle {V_{1}}}é o volume inicial antes da compressão na etapa 1-2
O rendimento térmico teórico de um motor térmico pode ser pensado como a quantidade de calor transmitida pela fonte quente que é necessário para realizar um determinado trabalho sendo que a fonte fria é um subproduto não aproveitado.
Temos então:
{\displaystyle W=\Delta .Q}  : Primeira Lei da Termodinâmica
{\displaystyle \mu ={\frac {W}{Q_{1}}}}  : Onde {\displaystyle {Q_{1}}} é a quantidade de calor da fonte quente e {\displaystyle {W}} o trabalho realizado pelo motor
Realizando a substituição da equação 1 em 2, tem-se:
{\displaystyle \mu ={\frac {Q_{1}-Q_{2}}{Q_{1}}}=1-{\frac {Q_{2}}{Q_{1}}}}  : Eficiência Teórica de um motor térmico
Onde:
{\displaystyle {Q_{1}}} é o calor cedido ao sistema para a realização do trabalho
{\displaystyle {Q_{2}}} é o calor perdido pelo sistema na realização do trabalho
Para cada ciclo térmico, temos que o calor cedido e perdido pelo sistema vai depender de qual é o processo térmico realizado. No ciclo de Otto, seguindo o diagrama Temperatura-Entropia (segunda figura ao lado direito), o calor entra na etapa 2-3 (transformação isocórica) e sai na etapa 4-1 também isocórica.
Por momento, a eficiência do Ciclo de Otto é dada por:
{\displaystyle \mu =1-{\frac {1}{\alpha ^{\gamma -1}}}}
Onde {\displaystyle \gamma } é o Coeficiente de expansão adiabática.

## Ciclos reais
Os ciclos termodinâmicos associados às máquinas reais se diferem sensivelmente da idealização, já que os processos ocorrem apenas de forma aproximada à maneira descrita e que os motores estão suscetíveis a fenômenos não reversíveis como o atrito.

### Ciclo mecânico
2 - Compressão.  O pistão comprime a mistura.
3 - Combustão. A vela de ignição solta uma pequena faísca, explodindo a mistura e levando o pistão de volta ao ponto morto inferior (PMI).
Se limitando para os motores a combustão interna de duas válvulas, nas quais, são ligadas ao comando de válvula. Uma delas é a chamada de válvula de admissão (à direita na animação), que permite a introdução no cilindro de uma mistura gasosa composta por ar e combustível e a outra é chamada de válvula de escape (ou exaustão, à esquerda na animação), que permite a expulsão para a atmosfera dos gases queimados, o ciclo de funcionamento de um motor de combustão a 4 tempos é o seguinte:
1. Com o êmbolo (também designado por pistão) no PMS (ponto morto superior) é aberta a válvula de admissão, enquanto se mantém fechada a válvula de escape. A dosagem da mistura gasosa é regulada pelo sistema de alimentação, que pode ser um carburador (utilizado nos motores mais antigos) ou pela injeção eletrônica, em que se substitui o comando mecânico destes sistemas por um eletrônico e conseguindo-se assim melhores prestações, principalmente quando solicitadas respostas rápidas do motor. O pistão é interligado a biela e esta por sua vez é interligada ao eixo de manivelas (virabrequim) impulsionado-o em um movimento de rotação. O pistão move-se então até ao PMI (ponto morto inferior). A este passeio do êmbolo é chamado o primeiro tempo do ciclo, ou tempo de admissão.
2. Fecha-se nesta altura a válvula de admissão, ficando o cilindro cheio com a mistura de ar-combustível, que é agora comprimida pelo pistão, impulsionado no seu sentido ascendente em direção à cabeça do motor  por meio de manivelas até atingir de novo o PMS. Na animação observa-se que durante este movimento as duas válvulas se encontram fechadas. A este segundo passeio do êmbolo é chamado o segundo tempo do ciclo, ou tempo de compressão.
3. Quando o êmbolo atingiu o PMS, a mistura, que se encontra comprimida no espaço existente entre a face superior do êmbolo e a cabeça do motor, denominado câmara de combustão, é inflamada devido a uma faísca produzida pela vela e "explode". O aumento de pressão devido ao movimento de expansão destes gases empurra o êmbolo até ao PMI, impulsionando desta maneira por meio de manivelas e produzindo a força rotativa necessária ao movimento do eixo do motor que será posteriormente transmitido às rodas motrizes. A este terceiro passeio do êmbolo é chamado o terceiro tempo do ciclo, tempo de explosão, tempo motor ou tempo útil, uma vez que é o único que efetivamente produz trabalho, pois durante os outros tempos, apenas se usa a energia de rotação acumulada no volante ("inércia do movimento"), o que faz com que ele ao rodar permita a continuidade do movimento por meio de manivelas durante os outros três tempos.
4. O cilindro encontra-se agora cheio de gases queimados. É nesta altura, em que o êmbolo impulsionado por meio de manivelas retoma o seu movimento ascendente, que a válvula de escape se abre, permitindo a expulsão para a atmosfera dos gases impelidos pelo êmbolo no seu movimento até ao PMS, altura em que se fecha a válvula de escape. A este quarto passeio do êmbolo é chamado o quarto tempo do ciclo, ou tempo de exaustão (escape).

Após a expulsão dos gases o motor fica nas condições iniciais permitindo que o ciclo se repita.

## Análise de ciclo
Nas etapas  1-2 e 3-4 (diagrama TxS, temperatura versus entropia) é realizado trabalho mas como processo é adiabático processo termodinâmico onde não ocorrem transferência de calor. Durante as etapas  2-3 e 4-1 os processos térmicos são isocóricos, ou seja, a transferência de calor ocorre mas nenhum trabalho é efetuado. O trabalho é realizado durante um processo térmico isocórico é zero porque para ocorrer o trabalho necessita que se tenha uma variação no volume. Partindo da equação do rendimento térmico conforme o demostrado acima:
{\displaystyle \mu =1-{\frac {Q_{2}}{Q_{1}}}}

Temos que {\displaystyle {Q_{1}}} e {\displaystyle {Q_{2}}} são dados por:

{\displaystyle {Q_{1}}=c_{v}(T_{3}-T_{2})}
{\displaystyle {Q_{2}}=c_{v}(T_{4}-T_{1})}

Onde:

{\displaystyle {C_{v}}} é o calor específico molar a volume constante

No ciclo de Otto, não há transferência de calor durante os processo térmicos das etapas 1-2 e 3-4 porque são processos adiabáticos reversíveis. Sendo assim, temos que o calor cedido e perdido pelo sistema ocorrem respectivamente nas etapas 2-3 e 4-1.
Inserindo a equação específica de calor na equação de eficiência térmica, temos:
{\displaystyle \eta =1-\left({\frac {{\mathit {c}}_{v}({\mathit {T}}_{4}-{\mathit {T}}_{1})}{{\mathit {c}}_{v}({\mathit {T}}_{3}-{\mathit {T}}_{2})}}\right)}

Através de rearranjo:
{\displaystyle \eta =1-\left({\frac {{\mathit {T}}_{1}}{{\mathit {T}}_{2}}}\right)\left({\frac {{\mathit {T}}_{4}/{\mathit {T}}_{1}-1}{{\mathit {T}}_{3}/{\mathit {T}}_{2}-1}}\right)}

A seguir, analisando os diagramas {\displaystyle {T}_{4}/{T}_{1}={T}_{3}/{T}_{2}}, assim ambos podem ser omitidos. A equação se reduz para:
Equação 2:
{\displaystyle \eta =1-\left({\frac {{\mathit {T}}_{1}}{{\mathit {T}}_{2}}}\right)}

Visto que o ciclo de Otto é um processo isentrópico as equações isentrópicas de gases ideais e relações pressão/volume constantes podemos usar a relação abaixo:
{\displaystyle \left({\frac {{T}_{1}}{{T}_{2}}}\right)=\left({\frac {{V}_{2}}{{V}_{1}}}\right)^{(\gamma -1)}={r}^{(\gamma -1)}}

Onde:  
{\displaystyle {\gamma }=\left({\frac {{\mathit {c}}_{p}}{{c}_{v}}}\right)}     -  Coeficiente de expansão adiabática
{\displaystyle r=\left({\frac {{\mathit {V}}_{2}}{{\mathit {V}}_{1}}}\right)}   -  Taxa de compressão
Aplicando estas relações na Equação 8, temos que a eficiência térmica final pode ser expressa como:
{\displaystyle \eta =1-\left({\frac {1}{{r}^{(\gamma -1)}}}\right)} - Equação (9)

Da análise da equação 6 é evidente que a eficiência do ciclo de Otto depende diretamente da taxa de compressão {\displaystyle {\mathit {r}}}. Desde que {\displaystyle \gamma } para o ar é 1.4, um aumento em {\displaystyle {\mathit {r}}} irá produzir um aumento em {\displaystyle \eta }. Entretanto, o {\displaystyle \gamma } para produtos da combustão da mistura combustível/ar é normalmente assumida como 1.3 aproximadamente.
A argumentação acima implica que é mais eficiente ter uma taxa de compressão alta. O padrão de compressão é aproximadamente 10:1 para automóveis comuns. Normalmente, não se aumenta muito devido a possibilidade de autoignição, ou por "bater bielas", a qual impõe valores de compressão acima do limite superior da taxa de compressão. Durante o processo de compressão 1-2 a temperatura aumenta, assim um aumento  da taxa de compressão aumenta a temperatura. Autoignição ocorre quando a temperatura da mistura combustível/ar se torna muito elevada antes de ser inflamada pela ignição. O curso de compressão é destinado para comprimir os produtos antes que a ignição inflame a mistura. Se a taxa de compressão é aumentada, a mistura pode se autoinflamar antes do curso de compressão ser finalizado, levando o motor a "bater biela". Isto pode danificar os componentes do motor e vai diminuir a potência de freio do motor.